# دانشگاه ویلیام پترسون
دانشگاه ویلیام پترسون نیوجرسی (WPUNJ)، یک دانشگاه دولتی در وین، نیوجرسی است. این دانشگاه بخشی از سیستم عمومی آموزش عالی نیوجرسی است. دانشگاه ویلیام پترسون در سال ۱۸۵۵ تأسیس شد و به نام قاضی آمریکایی ویلیام پترسون نامگذاری شد، سومین مؤسسه عمومی قدیمی در نیوجرسی است. ویلیام پترسون مدارک کارشناسی، کارشناسی ارشد و دکترا را از طریق پنج کالج دانشگاهی خود ارائه می‌دهد. در طول ترم پاییز ۲۰۲۱، ۵۸۳۸ دانشجوی کارشناسی و ۳۱۰۰ دانشجوی کارشناسی ارشد ثبت نام کردند.

## تاریخچه
دانشگاه ویلیام پترسون در سال ۱۸۵۵ به عنوان مدرسه عادی شهر پترسون تأسیس شد. برای بیش از یک قرن، آموزش معلمان برای مدارس نیوجرسی مأموریت انحصاری آن بود. در سال ۱۹۵۱، دانشگاه به پردیس فعلی نقل مکان کرد. این مکان توسط ایالت نیوجرسی در سال ۱۹۴۸ از خانواده گرت هوبارت، معاون بیست و چهارم ایالات متحده خریداری شده بود. کمیسیون آموزش عالی در ژوئن ۱۹۹۷ این مؤسسه را به عنوان دانشگاه ویلیام پترسون اعلام کرد.